# La Bastide-de-Besplas
La Bastide-de-Besplas település Franciaországban, Ariège megyében. Lakosainak száma 373 fő (2022. január 1.). La Bastide-de-Besplas Castex, Daumazan-sur-Arize, Fornex, Loubaut, Méras, Montbrun-Bocage és Montesquieu-Volvestre községekkel határos.

## Népesség
A település népességének változása:
| Lakosok száma | 453  | 307  | 302  | 359  | 384  | 379  | 380  | 383  | 381  | 373  |
|               | 1968 | 1982 | 1990 | 2006 | 2013 | 2015 | 2017 | 2019 | 2020 | 2022 |